# موراي كامبل
موراي كامبل هو لاعب شطرنج وعالم حاسوب كندي، ولد في 1957 في إدمونتون في كندا.

## وصلات خارجية
- موراي كامبل على موقع الاتحاد الدولي للشطرنج (الإنجليزية)
- موراي كامبل على موقع مباريات الشطرنج (الإنجليزية)
- موراي كامبل على موقع 365Chess.com (الإنجليزية)
- موراي كامبل على موقع Chesstempo.com (الإنجليزية)